# Ryūzō to shichinin no kobun-tachi
Ryūzō to shichinin no kobun-tachi (龍三と七人の子分たち? lett. "Ryūzō e i sette seguaci") è un film del 2015 diretto da Takeshi Kitano.

## Trama
Ryūzō è un gangster yakuza in pensione che vive una vita tranquilla e senza pretese con suo figlio salaryman, Ryuhei. Ancora in contatto con il suo ex tenente, Masa, Ryuzo mantiene la sua irascibilità con i loro incontri regolari. Un giorno, il vecchio gangster riceve una chiamata da un impostore che finge di essere suo figlio e che chiede 5 milioni di yen. Ryūzō intuisce il trucco e apprende dal detective della polizia Murakami  che il responsabile è un membro della banda di Keihin Rengo.
Riunendo i suoi sette ex-scagnozzi per l'impresa, Ryūzō scopre che sono diventati tutti deboli con la vecchiaia. Gli anziani membri di yakuza impareranno presto che devono superare le loro debolezze se vogliono dimostrare di essere all'altezza della partita contro il giovane Keihin Rengo.

## Distribuzione
Uscì nelle sale giapponesi il 25 aprile 2015.

## Accoglienza
Il film incassò 184,66 milioni di yen nella sua prima settimana di proiezione. Il 17 maggio guadagnò oltre 10 milioni di dollari. In una recensione per il The Japan Times, Mark Schilling lodò Tatsuya Fuji per la sua interpretazione.